# Dan Ar Wern
Dan Ar Wern (Guer, Morbihan 14 d'octubre de 1952) és un escriptor bretó, nascut vora la frontera del llegendari bosc de Brocéliande. Ha cursat estudis superiors de literatura a la universitat de Niça Sophia-Antipolis. És amic i deixeble de Vefa de Bellaing.
És un apassionat dels viatges, la música i literatura, la història, el descobriment i l'estudi d'altres llengües i altres cultures. Ha col·laborat a la revista literària en bretó Al Liamm fundada per Ronan Huon i dirigida actualment pel seu fill Tudual Huon.
Dan Ar Wern és influenciat per Novalis, Jakez Riou, Francis Jammes, René-Guy Cadou, Rainer Maria Rilke, Gérard de Nerval, Alain-Fournier, Carson McCullers, Thomas Mann, Stefan Zweig, Jean-Marie Gustave Le Clézio, Julien Gracq, Annemarie Schwarzenbach, René Schickéle, Zoé Oldenbourg, Leonard Cohen. Admira l'enfocament d'artistes com Alan Stivell, Sinéad O'Connor, Dan Fogelberg i Loreena McKennitt.

## Obres
És autor d'una trilogia esotèrica inspirada en les llegendes celtes :
- An Erbeder (El barquer dels Mons)
- An Ti Achantet (La casa encantada)
- Auberive (publicada a Al Liamm). En aquest recoll, hom pot llegir una narració titulada Istor Ur Bleinier Laz-Senin (Història d'un director d'orquestra) directement inspiriada en l'obra de Gustav Mahler, la Simfonia núm 2, Resurrecció.

Des d'un punt de vista polític, el seu poema Ni-Hon-Unan ("Nosaltres mateixos" - Al Liamm núm. 227 -1984), expressa bé l'esperança d'una Bretanya que reviscoli en un futur seguint el model d'altres nacionalitats alliberades de l'Europa moderna, com Escòcia, Catalunya o el País de Gal·les.
Dan Ar Wern admira l'enfocament d'artistes com Alan Stivell, Sinéad O'Connor, Dan Fogelberg i Loreena McKennitt.